# Galea musteloides
Жутозубо морско прасе или жутозуби заморац (Galea musteloides) је врста глодара из породице морских прасића или заморчића (Caviidae).

## Распрострањење
Ареал врсте покрива средњи број држава. 
Врста је присутна у Аргентини, Перуу, Боливији, Чилеу и Парагвају.

## Станиште
Врста је по висини распрострањена до 5.000 метара надморске висине.

## Угроженост
Ова врста није угрожена, и наведена је као последња брига јер има широко распрострањење.